# Zarzecze (sielsowiet Bildziugi)
Zarzecze – dawna wieś i zaścianek. Tereny, na których leżały, znajdują się obecnie na Białorusi, w obwodzie witebskim, w rejonie szarkowszczyńskim, w sielsowiecie Bildziugi.

## Historia
W czasach zaborów wieś i zaścianek w powiecie dzisieńskim, w guberni wileńskiej Imperium Rosyjskiego.
W latach 1921–1945 wieś i zaścianek leżały w Polsce, w województwie wileńskim, w powiecie dziśnieńskim (od 1926 w powiecie brasławskim) w gminie Nowy Pohost.
Według Powszechnego Spisu Ludności z 1921 roku zamieszkiwało:
- zaścianek – 2 osoby, wszystkie były wyznania staroobrzędowego i zadeklarowały białoruską przynależność narodową. Był tu 1 budynek mieszkalny[4]. W 1931 w 1 domu zamieszkiwały 3 osoby[5].
- wieś – 32 osoby, wszystkie były wyznania staroobrzędowego. Jednocześnie 8 mieszkańców zadeklarowało białoruską a 24 rosyjską przynależność narodową. Było tu 6 budynków mieszkalnych[4]. W 1931 w 7 domach zamieszkiwało 47 osób[5].

Wierni należeli do parafii rzymskokatolickiej i prawosławnej w Nowym Pohoście. Miejscowość podlegała pod Sąd Grodzki w Drui i Okręgowy w Wilnie; właściwy urząd pocztowy mieścił się w Nowym Pohoście.